# Reyes Moronta
Reyes Moronta, né le 6 janvier 1993 à Santiago de los Caballeros en République dominicaine et mort à Villa González (République dominicaine) le 28 juillet 2024,, est un lanceur droitier dominicain des Giants de San Francisco des Ligues majeures de baseball.

## Carrière
Reyes Armando Moronta signe son premier contrat professionnel en septembre 2010 avec les Giants de San Francisco.
Il débute dans le baseball majeur le 5 septembre 2017 comme lanceur de relève pour les Giants de San Francisco face aux Rockies du Colorado, faisant sa première apparition au plus haut niveau dans la même manche que Roberto Goméz.